# بوكيلا
بوكيلا بلدية تقع إدارياً ضمن أوسيما في فنلندا. ويبلغ عدد سكانها 1,971 نسمة حسب تعداد 31 ديسمبر 2015.

## وصلات خارجية
- الموقع الرسمي